# Robert Robert i Surís
Robert Robert i Surís, marquès de Robert, (Barcelona, 15 de gener de 1851 - Torroella de Montgrí, Baix Empordà, 20 de juliol de 1929) fou un aristòcrata, financer, empresari i polític català, diputat a les Corts Espanyoles durant la restauració borbònica.

## Biografia
Fill d'Agustí Robert i Gorgoll i de Maria Surís Baster natural de Sant Feliu de Guíxols. El seu avi Jaume Robert i Pigrau era de Llagostera. El 1871 es llicencià en dret però es dedicà a les finances. En el 1894 fou president del consell d'administració i un dels socis fundadors, encara que amb una participació minoritària, de la Companyia Barcelonina d'Electricitat. També va destacar com a president de la Cambra de Comerç, Indústria i Navegació de Barcelona (1913) i del Banco Hispano Colonial. En reconeixement dels seus mèrits, el 1888 el papa Lleó XIII el va concedir el marquesat de Robert i el 1891 la regent Maria Cristina d'Àustria el va fer Comte de Serra i Sant Iscle. El 1907 també va rebre el títol de Comte de Torroella de Montgrí amb Grandesa d'Espanya i el 1912 va rebre la Gran Creu del Mèrit Militar.
Va adquirir els xalets d'en Salamanca, situats a la cantonada del passeig de Gràcia amb l'avinguda Diagonal, i els enderrocà per construir-hi el Palau Robert, la seva residència privada a l'estil d'altres mansions que es construïen al passeig. Va encarregar el projecte de l'edifici a l'arquitecte francès Henri Grandpierre, i fou construït entre 1898 i 1903 sota la direcció de l'arquitecte Joan Martorell i Montells.
A les eleccions generals espanyoles de 1891 fou elegit diputat pel Partit Conservador pel districte de Torroella de Montgrí, fet que repetí a les eleccions de 1901, 1903, 1905 i 1907. També fou senador per Girona el 1893-1898 i senador vitalici des de 1907.